# Карпантра-Сюд (кантон)
Карпантра́-Сюд (фр. Carpentras-Sud) — кантон во Франции, находится в регионе Прованс — Альпы — Лазурный Берег. Департамент кантона — Воклюз. Входит в состав округа Карпантра. Население кантона на 2006 год составляло 38 589 человек. 
Код INSEE кантона — 84 10. Всего в кантон Карпантра-Сюд входят 5 коммун, из них главной коммуной является Карпантра.

## Коммуны кантона
| Коммуна            | Население | Почтовый индекс | Код INSEE |
| ------------------ | --------- | --------------- | --------- |
| Альтан-де-Палю     | 1988      | 84210           | 84001     |
| Карпантра *        | 12 105    | 84200           | 84031     |
| Антрег-сюр-ла-Сорг | 6612      | 84320           | 84043     |
| Мазан              | 4943      | 84380           | 84072     |
| Монтё              | 9564      | 84170           | 84080     |